# بارك جونغ باي
بارك جونغ باي مواليد 19 فبراير 1967 في كوريا الجنوبية، هو لاعب كرة قدم كوري جنوبي دولي سابق كان يلعب كمدافع. سبق له أن لعب في كأس العالم لكرة القدم مع منتخب بلاده. لعب خلال مسيرته 178 مباراة سجل خلالها 10 أهداف.

## المسيرة الاحترافية

### أندية لعب لها
- نادي سول
- نادي بوسان أي بارك
- نادي أولسان هيونداي

## روابط خارجية
- بارك جونغ باي على موقع الاتحاد الدولي (مؤرشف)  (الإنجليزية)
- بارك جونغ باي على موقع دوري كوريا الجنوبية (الإنجليزية)
- بارك جونغ باي على موقع قاعدة بيانات كرة القدم.إي يو (الإنجليزية)
- بارك جونغ باي على موقع ناشيونال فوتبول تيمز (الإنجليزية)